# 黄岳墓
黄岳墓，是位于中国福建省宁德市蕉城区飞鸾镇洋头村的一个唐代古墓葬，宁德县人民政府于1980年11月将其公布为首批县级文物保护单位。
墓主黄岳是唐末文人，以乡贡入太学，唐朝衰微后，闽王王审知派人请他到福州做官，黄岳拒不从，投栖云潭而死，他的家人也随他赴死，后世朝廷追封他为忠烈王。墓葬的形制已毁，仅余栖云潭畔的“忠烈王仙潭”石碑。